# Jean-François Pluys
Jean-François Pluys (Mechelen, 6 september 1810 - 23 juni 1873) was een Belgisch glazenier.

## Levensloop
Jean-François Pluys was de zoon van een eenvoudige glazenmaker. Vanaf zijn twaalfde werkte hij in het vaderlijke atelier. Hij begon te experimenteren met het maken van kunstglasramen. Hij zette een speciale glasbehandeling met emailverf op punt en liet dit in 1839 breveteren. Hij werd hiervoor in 1841 onderscheiden op de Nationale Tentoonstelling van de Nijverheid in Brussel.
Vanaf 1843 begon hij met een eigen atelier in de Befferstraat, dat bijna onmiddellijk prestigieuze bestellingen kreeg, hetzij voor restauratie, hetzij voor nieuwe glasramen. Hij werd hierin ondersteund door Edward Dujardin (1817-1889), kunstschilder en leraar aan de Academie van Antwerpen, die de meeste kartons voor het atelier ontwierp.

## Leopold Pluys

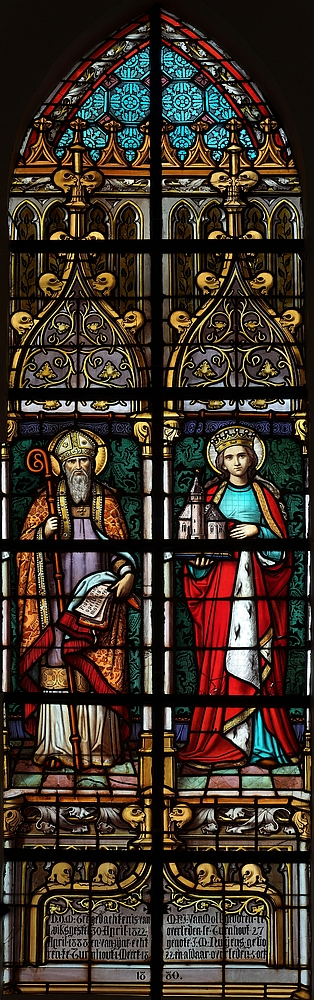
Glasraam in de Sint-Pieterskerk te Turnhout, gemaakt door Leopold Pluys in 1888.

Pluys werd vanaf 1860 bijgestaan door zijn zoon Leopold (1844-1911), die vanaf 1867 de leiding van het atelier overnam van zijn zieke vader.
Vanaf circa 1890 verminderde de artistieke kwaliteit van de ontwerpen en ging de productie bergafwaarts. Het atelier werd in 1907 gesloten.

## Werk
Het atelier wordt vermeld als de auteur van een 800 glasramen over de periode 1843-1873. Hieronder bevinden zich:
- Begijnhofkerk, Hoogstraten (restauratie);
- Sint-Sulpitiuskerk, Diest (restauratie);
- Sint-Gummaruskerk, Lier (restauratie);
- Sint-Romboutskathedraal, Mechelen (restauratie en nieuw) (grootste gedeelte vernield in 1914 door Duits bombardement op Mechelen);
- Sint-Jacobskerk, Antwerpen;
- Heilig Bloedbasiliek, Brugge (vernield door bomontploffing op de Burg in 1967 en gerestaureerd door atelier Guy De Lodder);
- Onze-Lieve-Vrouw-van-de-Finisterraekerk, Brussel;
- Sint-Ursulakerk, Lanaken;
- Onze-Lieve-Vrouw-over-de-Dijlekerk, Mechelen;
- Sint-Jan-Baptistkerk, Schriek;
- Sint-Laurentiuskerk, Hove;
- Sint-Stephanuskerk, 's Herenelderen;
- Sint-Pieterskerk, Turnhout;
- Sint-Jozefkerk, Leusden.

## Archief
Het archief van het atelier Pluys, inclusief de 280 ontwerptekeningen voor de Sint-Romboutskathedraal, berusten in het KADOC-archief in Leuven.